# 沙沟镇 (兴化市)
沙沟镇，是兴化市下辖的一个乡镇级行政单位。中国历史文化名镇之一。
千年水乡古镇——沙沟，位于泰州市西北部，地处兴化、盐都、高邮、宝应、建湖五县市交汇处，是周边乡镇政治、经济、文化和交通中心。自然资源十分丰富，是里下河地区著名的“鱼米之乡”；自古是一个商贸重镇，素有“金沙沟”之美誉。2010年7月，沙沟被命名为中国历史文化名镇；2014年12月，获评国家3A级旅游景区；2015年11月，被列为泰州市小城市建设镇；2016年12月初，被列为泰州市首批特色小镇。
2018年，沙沟镇以原沙沟镇、周奋乡所辖区域为沙沟镇行政区域。沙沟镇人民政府驻团结居委会境内，办公地址为人民路8号。沙沟镇行政区域面积124.1平方公里，人口5.46万人，辖5个居委会、20个村委会。

## 行政区划
繁荣居委会、团结居委会、民主居委会、兴隆居委会、周奋居委会、兴龙村、官河村、联溪村、水金村、董庄村、光耀村、高桂村、石梁村、沙北村、严舍村、时堡村、仲南村、仲北村、三界村、崔一村、崔二村、崔三村、崔四村、斜沟村、付堡村

## 兴化市文物保护单位
| 名称           | 编号 | 分类 | 年代 | 地址                  | 图像 |
| -------------- | ---- | ---- | ---- | --------------------- | ---- |
| 益民巷古民居群 |      |      | 清   | 沙沟镇后大街益民巷    |      |
| 姜雨仁祖宅     |      |      | 清   | 沙沟镇后大街34号      |      |
| 张氏宗祠       |      |      | 清   | 沙沟镇姜家三巷6号     |      |
| 石梁古码头     |      |      | 清   | 沙沟镇石梁村          |      |
| 虹桥           |      |      | 明   | 沙沟镇虹桥巷北首      |      |
| 鱼市口石板街   |      |      | 明   | 沙沟镇新大街104号     |      |
| 迎新桥         |      |      | 清   | 沙沟镇时堡村          |      |
| 沙沟后大街老厕 |      |      | 民国 | 沙沟镇后大街103号对面 |      |